# ウィキメディア・ドイツ
ウィキメディア・ドイツ - 自由な知識振興のための協会 (Wikimedia Deutschland – Gesellschaft zur Förderung Freien Wissens) は、ドイツの非営利団体で、ベルリンのテンペルホーファー・ウーファー23-24ビルに本部を置いている。ウィキペディアとその他のプロジェクトを運営しているアメリカ合衆国のウィキメディア財団により、最初の国別協会 として2004年に設立された。自身の統計によると、2022年の会員数は10万人以上である。協会の職員は2022年には約160人で、彼らが広報業務、ウィキデータプロジェクト、ウィキペディアとその姉妹プロジェクトのボランティアの取りまとめ (プロジェクト、会議、他組織との連携など) 、ウィキペディアを支えるソフトウェアの開発や、協会の資金調達などに従事している。また一般的に知識資源への自由なアクセスと利用しやすさ  (フリーコンテンツ) に従事する部署もあり、ウィキペディアとは部分的にのみ接続している。

## 目的と活動
協会の定款に記載されている一般的な目的は次の通り。

„この協会の目的は、知識と教育へのアクセス機会均等を促進するために、無私の活動によるオープンコンテンツの製作、収集、普及を促進することにある。“

具体的な目的は次のように定められている。
- 収集と普及はウィキで行うのが優先されるべきである。
- 協会はウィキメディア財団の支部の役割を果たすべきである。
- 協会の目的に貢献する次の活動を行う。
  - ウィキメディア財団のウィキの運営の支援。
  - ウィキメディアプロジェクトの内容をデジタル又は印刷物によりオフラインで配布する。
  - 情報に関するイベントの開催や、オープンコンテンツ、ウィキ、ウィキメディアプロジェクトについての情報資料の作成と配布。
  - オープンコンテンツとウィキに関連する学術的、社会的、文化的、法律的問題を解明する。

協会はウィキメディアプロジェクトに関連するソフトウェア開発に従事しており、異なるウィキメディアプロジェクト (ウィキペディアを含む) のボランティアを支援し、「自由な知識」というテーマで教育、学術、文化機関と連携している。

### ウィキメディア・ドイツの価値観の枠組み
2022年5月の第27回会員総会で、ウィキメディア・ドイツの価値観の枠組みが決定された。この価値観の枠組みは、執行委員会や理事会や職員にとって、戦略上の決定の基準であり、難しい決定に際し計画の方向性を示す役割がある。

„参加、多様性、自由でオープンなアクセス、公正、持続性、そして敬意を持った協力 －－ こうした価値観がウィキメディア・ドイツの中核である。これらは私たちのモチベーションである同時に、常に過失から学ぶという意図を持ち、協会の日常活動においていつも直面する課題である。“

## 組織

### 法律上の地位
ウィキメディア・ドイツ - 自由な知識振興のための協会は、2004年6月13日、34人のウィキペディア執筆者により設立され、2004年10月25日、ベルリンのシャルロッテンブルク地方裁判所において団体登記簿に第23855Nz号として登記された。
ベルリンの税務署 (法人I) は協会の活動を教育振興のための非営利活動として認定し、納税番号27/029/42207を付与した。

### 組織
協会の組織は会員総会、非常勤執行委員会、常勤理事会からなる。

#### 会員総会
会員総会は協会組織の最高機関である。そこでは協会の基本的な問題や事項を決定し、執行委員を選出し、執行委員会や理事会の決定を承認するかを決定する。選挙や定款および会費の変更に関する決定には、会員は遠隔参加もできる。簡単な議案は出席会員が決定する。
協会独自の情報では、会員数は2019年4月までに72,000人を超えた。ウィキペディア創設者の1人であるジミー・ウェールズは協会の名誉会員である。2022年5月には会員数は10万人を超えた。
賛助会員には投票権は無い。名誉会員は定款により会費は免除されているが、彼らは正会員と同様の権利がある。
2011年から、会員総会は年に2回開催されている。

#### 執行委員会
2011年5月19日の定款改正まで、名誉理事会が今日の執行委員会の主要機能を担っていたが、ドイツ民法典第26条により法的に協会を代表する権限があったため、原則として協会の法的取引にも責任を負っていた。
今日の名誉執行委員会は、委員長1名、会計主任1名、委員5名からなり、そのほか2名の実行委員が参加することができる。もはや執行委員会は協会の法的代表者ではない。
執行委員会は理事を任命し、監督し、解任し、特に協会の戦略的調整に責任を負う。執行委員会は協会が関与する法人組織において協会を代表する。
執行委員会の委員長は、2018年12月から2022年5月までルーカス・メッツガーであった。第27回会員総会により、2022年5月14日からはアリス・ヴィーガントが後任に選出された。メッツガー自身は立候補しなかった。

#### 理事会
2006年から2011年5月19日の定款改正まで、名誉理事会の監督の下に専務理事が日常の業務を執行し、率いていた。しかしドイツ民法典第26条により理事には協会を代表する権限はなかった。2011年からは、常勤の理事会が業務執行し、対外的にも協会を代表している。
これまでの理事長:
| 期間                          | 理事長                                                  |
| ----------------------------- | ------------------------------------------------------- |
| 2011年11月20日～2014年8月31日 | パーヴェル・リヒター (2009年までは専務理事)             |
| 2014年9月1日～2015年4月30日   | Jan Engelmann (暫定)                                    |
| 2015年5月1日～2016年12月7日   | クリスチャン・リッケルツ                                |
| 2016年12月8日～2017年1月29日  | アブラハム・タヘリバンド (暫定)                         |
| 2017年1月30日～2021年5月31日  | アブラハム・タヘリバンド                                |
| 2021年6月1日～2022年7月31日   | クリスチャン・フンボルグ                                |
| 2022年8月1日～                | クリスチャン・フンボルグ (議長), フランツィスカ・ハイネ |

### 職員
2022年には協会は職員として約160名を雇用していた。

## 財政
協会は主に寄付金と会員の会費で運営されている。
2009年まで、アメリカのウィキメディア財団との「取り決め」により、資金は技術及びコミュニティ支援のために使用され、「国際的な活動に貢献」してきた。2009年の年間支出の約30％は管理費と広告費に使われた。
2010年に協会は寄付の半分をアメリカのウィキメディア財団に送らなければならなかった。
現在ではウィキメディア財団は受領した寄付金の一部をファンドレイジング協定に基づきドイツ協会へ配分し、また毎年申請に応じて補助金を交付している。2015年の協会年間計画には、760万ユーロ以上を財団へ送金することが含まれていた。ウィキメディア・ドイツ協会は寄付金のうち200万ユーロを受け取り、ウィキメディア財団の寄付金配分委員会 (FDC) から84万ユーロの配分を受けた。ちなみに2013年には、寄付金が150万ユーロ、FDCからの配分は140万ユーロであった。
これと並んで、会員からの会費収入が協会の財政計画の重要費目である。2015年にこれは110万ユーロに達した。2013年にはまだ15万ユーロだった。
支出項目は主に、「ソフトウェア開発」 (2015年は136万ユーロ)、「コミュニティと契約」 (77万ユーロ)、「教養、学術、文化」 (61万ユーロ) の活動に使用されている。次に金額が大きい費目は、理事会/執行委員会 (49万ユーロ、国際連携関連と政策審議会) と協会のコミュニケーション (40万5千ユーロ) である。
公益ウィキメディア会社
協会の資金調達とウィキメディア財団への寄付金送金を円滑にするために、2010年に公益ウィキメディア会社が非営利有限責任組織としてベルリンに設立された (登記番号HRB 130183B)。唯一の株主はウィキメディア・ドイツである。
この子会社は2015年にウィキメディア・ドイツへ、寄付金収入と共に「運営資金」として15万ユーロを送金した。

## 表彰
- 2020年: カール・プロイスカー・メダル（ドイツ語版）